# The Peasant Girl's Loyalty
The Peasant Girl's Loyalty è un cortometraggio muto del 1908. Il nome del regista non viene riportato nei credit.

## Produzione
Il film fu prodotto dalla Vitagraph Company of America.

## Distribuzione
Distribuito dalla General Film Company, il film - un cortometraggio di 97,5 metri - uscì nelle sale cinematografiche statunitensi il 24 novembre 1908. Nelle proiezioni, veniva programmato con il sistema dello split reel, accorpato in un'unica bobina con un altro cortometraggio della Vitagraph, A Lover's Stratagems.